# 조민기
조민기(趙珉基, 1965년 11월 5일 ~ 2018년 3월 9일)는 대한민국의 배우이자 전직 교수이다.

## 생애
서울 출생이며 1982년 극단 신협 단원으로 연극배우 데뷔하였으며 1년 재수 끝에 청주대학교 85학번으로 진학했고 1986년 9월 입대했으며 이민을 가자는 아버지의 설득 아래 국외 이주 전역으로 특별 전역을 했지만 다음 학기 복학 준비 중 재복무 영장을 받고 1990년 9월 제대했다. 1991년 영화 《사의 찬미》의 조연으로 영화배우로 데뷔하였고, 1993년 MBC 22기 공채 탤런트로 정식 데뷔하였으며 이에 앞서 MBC와 KBS에서 각각 2번, SBS에서 1번 탤런트 시험에 불합격했다. 청주대학교 재학 시절 차범석의 연극개론, 희곡론 수업을 전공하였고, 《산불》을 1967년과 1977년 두 차례 영화화한 김수용 감독도 그의 대학 은사이다.
2010년부터 2017년까지 청주대 교수로 재직하던 중 학생들을 성추행했다는 의혹을 받았다. 성추행 의혹이 불거진 2017년 11월 말에서 12월 초까지 청주 대학교 차원의 조사가 실시되어 품위 위반을 사유로 정직 3개월 처분을 받았고, 정직이 끝나는 2018년 2월 28일 사표를 수리하기로 했지만 이와 관련하여 이미 "교수직을 사임하였다"는 논란이 생겼고 논란이 있은 직후에 SNS 계정을 삭제했다.
2018년 3월 12일 경찰조사가 예정되어 있었으나 2018년 3월 9일 16시경 서울 광진구의 한 아파트 지하주차장 옆 창고에서 자살하여 향년 52세를 일기로 생을 마감하였다.

## 학력
- (前) 영훈초등학교 → 서울화계초등학교 졸업 (1978년)
- 서라벌중학교 졸업 (1981년)
- 서라벌고등학교 졸업 (1984년)
- 청주대학교 연극영화학 학사
- 중앙대학교 예술대학원 공연예술학 석사

## 드라마 출연작

### MBC
- 1992년 MBC 《베스트극장 - 누군가를 사랑하려는 이유》 ... 영섭 역
- 1993년 MBC 특별기획드라마 《파일럿》 ... 대한항공 객실 승무원(스튜어드) 역
- 1994년 MBC 수목미니시리즈 《야망》
- 1994년 MBC 의학정보드라마 《종합병원》
- 1994년 MBC 창사기념 특별기획드라마 《까레이스키》...고윤석 역
- 1995년 MBC 미니시리즈 《TV시티》
- 1996년 MBC 미니시리즈 《별》 ... 송마루 역
- 1996년 MBC 《베스트극장 - 여운포 세레나데》
- 1998년 MBC 미니시리즈 《사랑》 ... 남준호 역
- 1998년 MBC 수목드라마 《수줍은 연인》 ... 이현철 역
- 1999년 MBC 주말연속극 《남의 속도 모르고》 ... 노정태 사장 역
- 1999년 MBC 《베스트극장 - 옛사랑》 ... 정준 역
- 2000년 MBC 아침드라마 《느낌이 좋아》 ... 강성주 역
- 2000년 MBC 일일연속극 《온달 왕자들》 ... 여시우 역
- 2000년 MBC 《베스트극장 - 황금 노을》 ... 태진 역
- 2001년 MBC 수목미니시리즈 《반달곰 내 사랑》 ... 김형준 역
- 2001년 MBC 일일연속극 《매일 그대와》 ... 조태우 역
- 2002년 MBC 창사42주년 특별기획드라마 《어사 박문수》 ... 영조 역
- 2003년 MBC 소설극장 《그대 아직도 꿈꾸고 있는가》 ... 김혁주 역
- 2004년 MBC 단막극 《베스트극장 - 완벽한 룸메이트》 ... 한재석 역
- 2008년 MBC 창사47주년 특별기획드라마 《에덴의 동쪽》 ... 태성건설 회장 신태환 역
- 2009년 MBC 창사48주년 특별기획드라마 《선덕여왕》 ... 진평왕 역
- 2010년 MBC 주말 특별기획드라마 《욕망의 불꽃》 ... 김영민 역
- 2011년 MBC 수목 미니시리즈 《나도, 꽃!》 ... 박태화 역
- 2013년 MBC 수목미니시리즈 《투윅스》 ... 문일석 역 (본작의 메인 빌런이자 최종 보스)
- 2013년 MBC 특별기획 주말드라마 《황금 무지개》 ... 서진기 역 (본작의 메인 빌런이자 최종 보스)
- 2013년 MBC 단막극 《드라마 페스티벌 - 이상 그 이상》 ... 수영 역
- 2015년 MBC 월화특별기획 《화정》 ... 김자점 역

### KBS
- 1995년 KBS2 일일연속극 《내 사랑 유미》 ... 차동혁 역
- 1998년 KBS2 미니시리즈 《천사의 키스》 ... 이묵헌, 시계악마 역
- 1999년 KBS2 청춘드라마 《광끼》 ... 김남진 역
- 1999년 KBS2 단막극 《일요베스트 - 풍차 둘, 소라 하나》
- 2000년 KBS1 밀레니엄 특집드라마 《세상의 아침》
- 2000년 KBS2 주말연속극 《꼭지》 ... 송준태 역
- 2001년 KBS2 청소년드라마 《학교 4》 ... 정지석 선생 역
- 2002년 KBS2 단막극 《KBS 드라마시티 - 여기를 보세요》
- 2002년 KBS2 미니시리즈 《거침없는 사랑》 ... 한정환 역
- 2003년 KBS1 일일연속극 《노란 손수건》 ... 정영준 역 (조민주의 애인)
- 2004년 KBS1 대하드라마 《불멸의 이순신》 ... 선조 역 (도중하차)
- 2015년 KBS2 금요드라마 《오렌지 마말레이드》 ... 정병권 역

### 타사
- 1995년 SBS 드라마스페셜 《째즈》 ... 윤바다 역
- 1996년 SBS 토요드라마 《도시남녀》 ... 유진하 역
- 1996년 SBS 일일드라마 《엄마의 깃발》 ... 김승준 역
- 1996년 SBS 월화드라마 《연어가 돌아올 때》 ... 이강재 역
- 1997년 SBS 《70분드라마 - 사랑한 후에》 ... 인재 역 - 자전거 도둑》
- 1997년 SBS 드라마스페셜 《장미의 눈물》 ... 주영모 역 《화이트 크리스마스》 ... 윤호 역
- 1998년 SBS 《70분드라마 - 유치원 버스를 기다리는 아빠》
- 1998년 SBS 일요드라마 《파트너》 ... 한강우 역
- 1998년 SBS 월화드라마 《납량특선 8부작 - 어느날 갑자기》 ... 한승 역
- 1998년 SBS 드라마스페셜 《7인의 신부》 ... 장구 역
- 2001년 SBS 《오픈드라마 남과여 - 왜 남자는 어린 여자에게 집착하는가?》 ... 상현 역 - 우리도 같은 꿈을 꾸는 걸까?》 ... 태수 역
- 2004년 SBS 금요드라마 《아내의 반란》 ... 조준기 역
- 2006년 SBS 특별기획 《사랑과 야망》 ... 박태준 역
- 2008년 SBS 드라마스페셜 《일지매》 ... 이원호 역
- 2009년 SBS 일일드라마 《아내가 돌아왔다》 ... 윤상우 역
- 2010년 SBS 월화드라마 《닥터 챔프》 ... 의사(서교수) 역 (특별출연)
- 2012년 SBS 특별기획 《다섯 손가락》 ... 유만세 역
- 2012년 SBS 대기획 《대풍수》 ... 이인임 역
- 2016년 SBS 월화드라마 《달의 연인 - 보보경심 려》 ... 태조 왕건 역

### 영화 출연
- 1991년 《사의 찬미》 ... 홍해성 역
- 1992년 《백치 애인》 ... 한일 역
- 1993년 《첫사랑》 ... 김문수 역
- 1993년 《사랑하고 싶은 여자 & 결혼하고 싶은 여자》 ... 성민 역
- 1998년 《남자의 향기》 ... 정철민 역
- 1998년 《키스할까요?》 ... 원중 / 경동 역
- 2005년 《이대로, 죽을 순 없다》 ... 조 과장 역 (우정출연)
- 2007년 《해부학 교실》 ... 한지우 교수 역
- 2009년 《아스트로 보이: 아톰의 귀환》 ... 텐마 박사 역 (우리말 더빙)
- 2010년 《바다 위의 피아노》 ... 비운의 외팔이 피아니스트 역
- 2012년 《반창꼬》 ... 과장 역 (우정출연)
- 2013년 《변호인》 ... 강형철 역[8] (마지막 천만영화)
- 2015년 《약장수》 ... 경호 역

### 텔레비전 프로그램 출연 방영 종료
- 1996년 MBC 《이야기쇼 열린아침》
- 1996년 KBS2 《가족오락관》
- 1996년 KBS1 《체험 삶의 현장》
- 1997년 KBS1 《TV는 사랑을 싣고》
- 1997년 KBS2 《밤의 이야기쇼》
- 1998년 SBS 《이승연의 세이세이세이 - 톡톡톡》
- 2002년 KBS2 《TV는 사랑을 싣고》
- 2007년 MBC 《공감토크쇼 놀러와》
- 2007년 KBS2 《그랑프리쇼 여러분》
- 2007년 KBS1 《사랑의 리퀘스트》
- 2007년 KBS1 《체험 삶의 현장》
- 2007년 코미디TV 《조민기의 데미지》 ... 진행
- 2009년 SBS 《야심만만 2》
- 2009년 MBC 《공감토크쇼 놀러와》
- 2009년 KBS2 《해피투게더 시즌3》
- 2010년 SBS 《SBS 스페셜》 밥상머리의 작은 기적2 - 집밥의 힘 ... 내레이션
- 2010년 SBS 《맛있는 초대》
- 2011년 SBS 《밤이면 밤마다》
- 2011년 SBS 《달콤한 고향 나들이 달고나》
- 2011년 MBC 《세상의 모든 여행》 13-16회, 쿠바 1-4부[9][10][11][12]
- 2011년 OGN 《디렉터스 시즌1》 ... 심사위원
- 2012년 KBS1 《설특집 - 세 남자의 꿈, 아버지》 ... 내레이션[13]
- 2012년 XTM 《탑 기어 코리아 시즌2》 ... 진행
- 2012년 KBS2 《청춘불패 2》
- 2013년/2017년 MBC 《황금어장 라디오스타》
- 2014년 MBC 《백투더스쿨》
- 2015년 SBS 《특집 다큐멘터리》 사진, 기록에서 예술까지 ... 진행[14]
- 2015년 SBS 《아빠를 부탁해》
- 2015년 JTBC 《비정상회담》
- 2015년 O tvN 《어쩌다 어른》
- 2016년 MBC 《진짜 사나이》
- 2017년 MBN 《졸혼수업》

### 광고 출연
- 1995년 롯데칠성음료 솔의 눈
- 2000년 아모레퍼시픽 댄트롤닥터샴푸린스
- 2008년 부모사랑상조
- 2010년 신라저축은행

### 연극 출연
- 윌리엄 셰익스피어의 《리어 왕》
- 1999년 장진의 《아름다운 사인》
- 2004년 안톤 체호프의 《벚꽃 동산》 ... 페차 역
- 2004년 안톤 체호프의 《세 자매》 ... 베르쉬닌 역
- 2004년, 2007년 안톤 체호프의 《갈매기》 ... 뜨리고린 역
- 2007년 테네시 윌리엄스의 《여름과 연기 (Summer and Smoke)》 ... 존 역
- 2011년 차범석의 《산불》 ... 규복 역

### 뮤지컬 출연
- 《아가씨와 건달들》
- 《눈물의 여왕》

## 음반
- 2010년 미니앨범 《ZIO》 "사랑 그 후", "설레임", "Good Bye"

## 저서
- 2005년 《당신을 만나 행복합니다》 (랜덤하우스코리아, ISBN 9788959244096)
- 2008년 《조씨 유랑화첩 1 - Cuba》 (무니야, ISBN 9788996194002)

## 경력
- 1982년 극단 신협 단원
- 1993년 MBC 22기 공채 탤런트
- 2003년 청주국제공예비엔날레 홍보대사
- 2005년 ~ 2011년 생명의숲 홍보대사
- 2007년 ~ 서울특별시 자원봉사센터 홍보대사
- 2009년 충청북도 명예홍보대사
- 2009년 제9회 대한민국청소년영화제 조직위원장
- 2010년 아트그룹 노소트로스 (Nosotros) 멤버
- 2011년 타이베이시 홍보대사
- 2013년 기아대책 홍보대사
- 2013년 로버트 카파 100주년 사진전 홍보대사
- 2014년 제33회 국제현대무용제 모다페 (International Modern Dance Festival) 홍보대사
- 청주대학교 예술대학 연극학과 부교수

## 수상
- 1996년 SBS 연기대상 남자 우수상 《도시남녀》
- 2001년 MBC 연기대상 남자 우수상 《반달곰 내 사랑》, 《온달 왕자들》
- 2002년 KBS 연기대상 남자 우수상 《거침없는 사랑》
- 2007년 국제사회봉사의원연맹 사회봉사특별상
- 2008년 MBC 연기대상 남자 우수상 《에덴의 동쪽》

## 참고 사항
- KBS 1TV <용의 눈물>에서 연출부의 잔일을 도맡아하며 PD로서 뒤늦게 도전하기도 했다.[15]